# Philippe Pierlot (gambist)

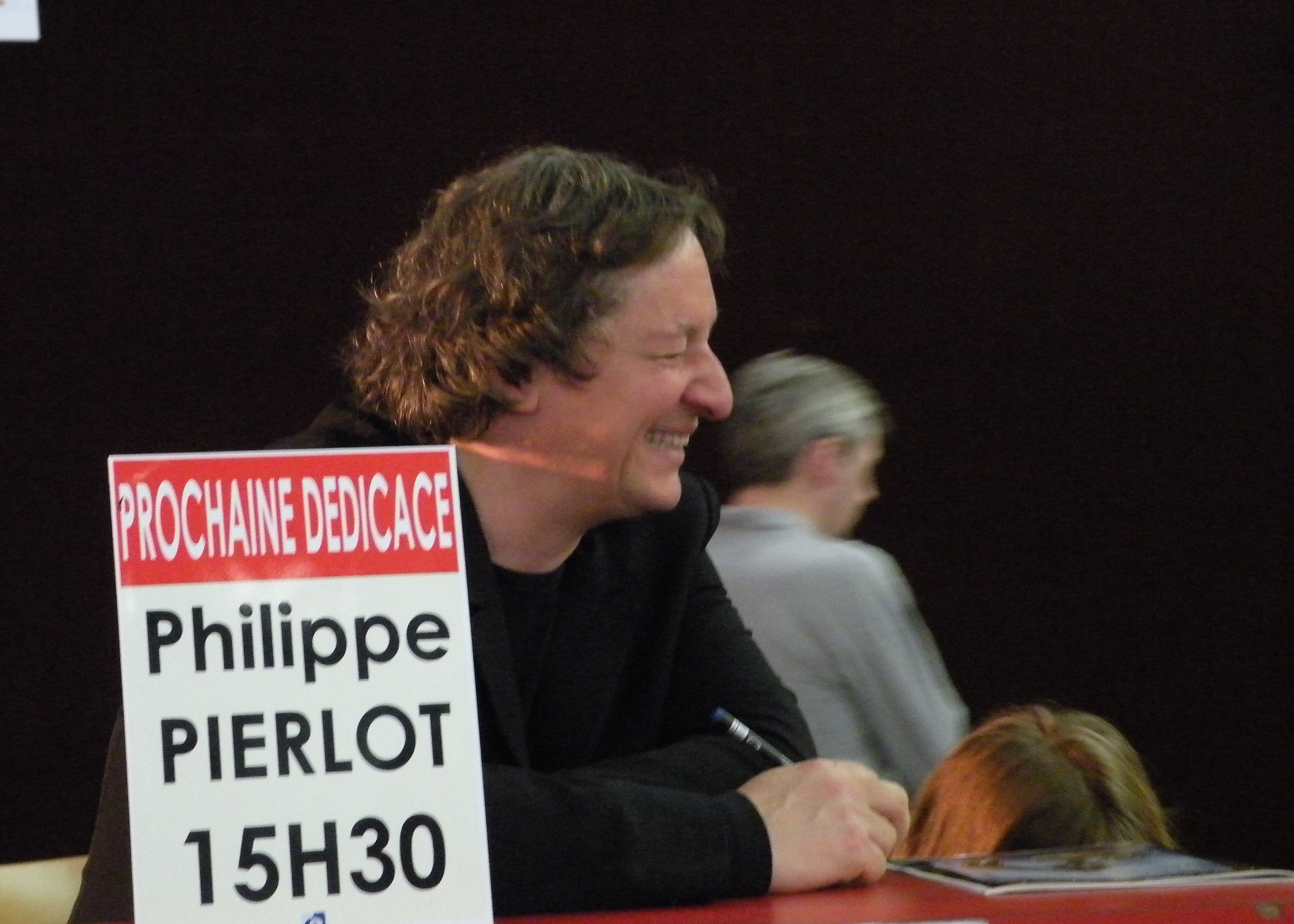
Pierlot in 2009

Philippe Pierlot (Luik, 1958) is een Belgisch gambaspeler.

## Levensloop
Pierlot begon zijn muzikale opleiding met het aanleren van gitaar en luit, alvorens zich volledig te wijden aan de gamba onder de leiding van Wieland Kuijken.
In 1981 kreeg hij net zoals Marcel Ponseele een eervolle vermelding op het internationaal concours voor oude instrumenten in het kader van het MAfestival Brugge.
Hij dirigeert het Ricercar Consort dat hoofdzakelijk werk uit de zeventiende eeuw interpreteert. Vaak gaat het om onbekend of weinig gekend werk. Hedendaagse muziekstukken werden voor hem gecomponeerd. Hij speelt meestal op de barytone, een zeldzaam gebruikt instrument, waarvoor Joseph Haydn meer dan 150 triosonates schreef.
Pierlot heeft gedoceerd aan de Hochschule für Musik in Trossingen en vervolgens in de Koninklijke Conservatoria van Brussel en Den Haag.

## Discografie
Onder zijn opnamen zijn te vermelden:
- Heinrich Schütz’ oratorios Auferstehung» and Sieben Worte;
- 17de-eeuws Duits werk voor gamba;
- Défense de la Basse de Viole;
- In 1995 begon hij aan de opname van het volledige oeuvre van Marin Marais.

## Bijzondere projecten
- In 1998 realiseerde hij een adaptatie voor gamba en tokkelinstrumenten van de opera Ritorno d’Ulisse.
- In 1999 nam hij Sémélé van Marain Marais onder handen, dat sinds 300 jaar niet meer was uitgevoerd. Hij hercomponeerde de ontbrekende instrumentale partituren.